# موری ۹۴۱

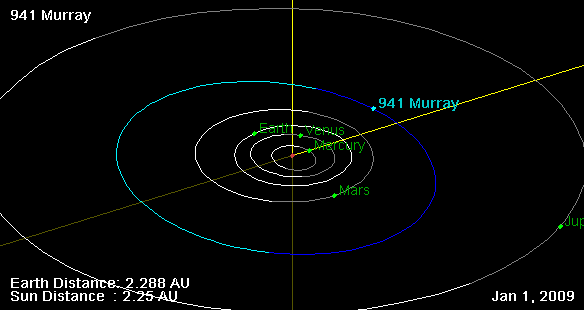
نمایی از محل قرارگیری سیارک موری ۹۴۱ در مدار – ۲۰۰۹

سیارک ۹۴۱ (به انگلیسی: 941 Murray، نامگذاری:1920HV) نهصد و چهل و یکمین سیارک کشف شده‌است که در ۱۰ اکتبر ۱۹۲۰ و در وین کشف شد.
قدر مطلق سیارک برابر ۱۱٫۵۵ است.